# Chung kết Cúp Liên đoàn bóng đá Anh 2006
Chung kết Cúp Liên đoàn bóng đá Anh 2006 là trận đấu giữa Manchester United và Wigan Athletic diễn ra vào ngày 26 tháng 2 năm 2006. Manchester United giành chiến thắng một cách dễ dàng, ghi được 4 bàn thắng. Louis Saha và Cristiano Ronaldo ghi được mỗi người mỗi bàn, Wayne Rooney ghi 2 bàn thắng. Với danh hiệu cao quý này, Các cầu thủ Manchester United mặc áo thi đấu với khẩu hiệu "For You Smudge", để giành tặng cho cầu thủ Alan Smith, cầu thủ này đã bị gãy chân trái ở FA Cup trong trận đấu với đối thủ Liverpool. Thủ môn Mike Pollitt Wigan đã bị chấn thương gân kheo sau 14 phút có mặt trên sân, điều đó khiến giấc mơ chuyển sang thi đấu cho Quỷ đỏ của anh bị hủy bỏ.

## Đường đến Cardiff
| Vòng 3                 | Manchester United              | 4–1 | Barnet               |
| Vòng 4                 | Manchester United              | 3–1 | West Bromwich Albion |
| Vòng 5                 | Birmingham City                | 1–3 | Manchester United    |
| Vòng bán kết (lượt đi) | Blackburn Rovers               | 1–1 | Manchester United    |
| Vòng bán kết (lượt về) | Manchester United              | 2–1 | Blackburn Rovers     |
|                        | (Man Utd thắng 3–2 chung cuộc) |     |                      |

| Vòng 2                 | Wigan Athletic                                                        | 1–0 | Bournemouth      |
| Vòng 3                 | Wigan Athletic                                                        | 3–0 | Watford          |
| Vòng 4                 | Wigan Athletic                                                        | 1–0 | Newcastle United |
| Vòng 5                 | Wigan Athletic                                                        | 2–0 | Bolton Wanderers |
| Vòng bán kết (lượt đi) | Wigan Athletic                                                        | 1–0 | Arsenal          |
| Vòng bán kết (lượt về) | Arsenal                                                               | 2–1 | Wigan Athletic   |
|                        | (2–2 sau hai lượt. Wigan Athletic thắng nhờ luật bàn thắng sân khách) |     |                  |

## Trận chung kết
| Manchester United                        | 4–0    | Wigan Athletic |
| ---------------------------------------- | ------ | -------------- |
| Rooney 33', 61' · Saha 55' · Ronaldo 59' | Report |                |

| Manchester United | Wigan Athletic |

|                  |    |                     |     |     |
|                  |    |                     |     |     |
| GK               | 19 | Edwin van der Sar   |     |     |
| RB               | 2  | Gary Neville (c)    |     |     |
| CB               | 6  | Wes Brown           |     | 83' |
| CB               | 5  | Rio Ferdinand       |     |     |
| LB               | 27 | Mikaël Silvestre    |     | 83' |
| RM               | 7  | Cristiano Ronaldo   | 60' | 73' |
| CM               | 22 | John O'Shea         |     |     |
| CM               | 11 | Ryan Giggs          |     |     |
| LM               | 13 | Park Ji-Sung        |     |     |
| SS               | 8  | Wayne Rooney        |     |     |
| CF               | 9  | Louis Saha          |     |     |
| Không sử dụng:   |    |                     |     |     |
| GK               | 1  | Tim Howard          |     |     |
| DF               | 3  | Patrice Evra        |     | 83' |
| DF               | 15 | Nemanja Vidić       |     | 83' |
| MF               | 23 | Kieran Richardson   |     | 73' |
| FW               | 10 | Ruud van Nistelrooy |     |     |
| Huấn luyện viên: |    |                     |     |     |
| Alex Ferguson    |    |                     |     |     |

|                  |    |                    |     |     |
|                  |    |                    |     |     |
| GK               | 12 | Mike Pollitt       |     | 14' |
| RB               | 2  | Pascal Chimbonda   |     |     |
| CB               | 16 | Arjan de Zeeuw (c) | 45' |     |
| CB               | 6  | Stéphane Henchoz   |     | 62' |
| LB               | 26 | Leighton Baines    |     |     |
| RM               | 21 | Jimmy Bullard      |     |     |
| CM               | 11 | Graham Kavanagh    |     | 72' |
| CM               | 19 | Paul Scharner      |     |     |
| LM               | 20 | Gary Teale         |     |     |
| CF               | 7  | Henri Camara       |     |     |
| CF               | 30 | Jason Roberts      |     |     |
| Không sử dụng:   |    |                    |     |     |
| GK               | 1  | John Filan         |     | 14' |
| DF               | 4  | Matt Jackson       |     |     |
| MF               | 8  | Andreas Johansson  |     |     |
| MF               | 23 | Reto Ziegler       |     | 72' |
| FW               | 10 | Lee McCulloch      |     | 62' |
| Huấn luyện viên: |    |                    |     |     |
| Paul Jewell      |    |                    |     |     |

| Điều khiển trận đấu - Trợ lý trọng tài: - John Holbrook (Worcestershire) - Paul Norman (Dorset) - Trọng tài thứ 4: Andy Hall (West Midlands) Cầu thủ xuất sắc nhất trận đấu - Wayne Rooney (Manchester United) | Điều lệ trận đấu - 90 phút. - 30 cho thời gian hiệp phụ. - Sút luân lưu 11m sau hiệp phụ. - 5 cầu thủ dự bị. - Thay tối đa là 3 cầu thủ. |

### Gốc thống kê
|                | United | Wigan |
| -------------- | ------ | ----- |
| Tổng cú sút    | 14     | 16    |
| Sút trung đích | 9      | 7     |
| Kiểm soát bóng | 46%    | 54%   |
| Đá phạt góc    | 1      | 5     |
| Phạm lỗi       | 11     | 13    |
| Việt vị        | 3      | 2     |
| Số thẻ vàng    | 1      | 1     |
| Số thẻ đỏ      | 0      | 0     |

Nguồn: ESPN